# فندق ميدلاند (مانشستر)
إن ميدلاند (بالإنجليزية: Midland Hotel)‏ هو فندق راقي في مانشستر، انكلترا. تم افتتاحه في سبتمبر 1903، حيث تم بناؤه من قبل خطوط ميدلاند للسكك الحديدية وذلك لخدمة محطة القطار المركزية في مدينة مانشستر، المحطة الشمالية للخدمات السكك الحديدية إلى لندن سانت بانكراس. ويقابل ساحة سانت بطرس. تم تصميم الفندق من قبل تشارلز تربشو بأسلوب زخرفة الباروك المتفرد للغاية والتي تعود لحقبة الملك إدوارد السادس عشر. وهو بناء مصنف في الدرجة الثانية.

## لمحة تاريخية
إنه مبني عند تقاطع شارعي بيتر ستريت ولاور موسيلي ستريت المقابل لمحطة القطار المركزية في مدينة مانشستر، محطة السكك الحديدية للقطارات السريعة من ميدلاند إلى لندن سانت بانكراس، وقد تم تصميم الفندق من قبل تشارلز تربشو وتم بناءه بين عامي 1898 و 1903 لصالح شركة ميدلاند للسكك الحديدية بتكلفة تجاوزت مليون جنيه استرليني. في عام 1908 ذكرت صحيفة ريلوي نيوز أن الفندق قد استضاف أكثر من 70,000 نزيل في عامه الأول، واصفة إياه بأنه «قصر القرن العشرين». وكان هناك مسرح مبني خصيصاً للفندق يضم 1000 مقعد حيث أقيمت عروض الأوبرا والدراما والعروض الأولى لآني هورنيمان، بالإضافة إلى تراس على السطح حيث تم تأدية الرباعية الوترية.
وقد زعم القيّمون على فندق ميدلاند أنه كان محط أطماع أدولف هتلر، الذي كان مولعاً بفن العمارة، على اعتبار أن الفندق قد يكون المقر النازي الرئيسيفي بريطانيا. وقد تكهنت المخابرات الأمريكية أنه قد تم تجنب قصف منطقة مانشستر حول دار البلدية حتى لا يتم تدمير أو إلحاق الأضرار بفندق ميدلاند.
لقد كان فندق ميدلاند هو المكان الذي قابل فيه تشارلز ستيوارت رولز بفريدريك هنري رويس مما أدى إلى إنشاء رولز رويس المحدودة في عام 1904. وقد تناولت الملكة اليزابيث، الملكة الأم الغداء في مطعم ترافورد التابع للفندق في نوفمبر عام 1959 بعد حضور أداء رويال فارايتي في مسرح البالاس. هناك حادثة شهيرة حيث تم منع فرقة البيتلز من الدخول إلى المطعم الفرنسي لكونهم «يرتدون ملابس غير لائقة».]

## فن العمارة
لدى فندق ميدلاند هيكل فولاذي مكسو بالطوب الأحمر والطين البني وعدة أصناف من الجرانيت المصقولبالإضافة إلى طين بورمانتوفتس ليقاوم البيئة الملوثة لمدينة مانشستر. لدى البناء بعض القواسم المشتركة مع غيره من الأبنية في مانشستر والمزينة بأسلوب زخرفة الباروك العائدة لحقبة الملك إدوارد السادس عشرمثل محطة إطفاء طريق لندن ولانكستر هاوس.وقد تم تعيين المبنى كبناء من الدرجة الثانية * وهو مدرج من قبل لائحة التراث الإنجليزي.[1] وقد تم اختيار المبنى كثاني بناء مفضل في مانشستر من قبل قراء صحيفة مانشستر إيفنينغ نيوز في عام 2012.

## الفندق
يقع الفندق بالقرب من المعرض المركزي فيمدينة مانشستر ومركز المؤتمرات في موقع المحطة السابقة، وقاعة بريدج ووتر والمكتبة المركزية في مدينة مانشستر.
كان يُعرف باسم فندق كراون بلازا مانشستر - تم شراء ميدلاند من قبل مجموعة باراماونت هوتيل (الآن بارسيلو المملكة المتحدة) في عام 2004.[11] تمت ترقية الفندق بكلفة ترميم بلغت 12 مليون جنيه استرليني وانتقلت ملكيته إلى كيوهوتيلز (كوينتيسينشال هوتيلز سابقاً)، شركة تابعة لمجموعة باراماونت. يضم الفندق 312 غرفة نوم داخلية و 14 جناحاً، ونادي صحي ومطعمين - الفرنسي ومستر كوبر هاوس آند جاردين.

## المطاعم
المطعم الفرنسي، والذي تم وصفه من قبل دليل جود فود بأنه «أروع حجرة طعام في مانشستر»، كان واحداً من مطاعم ميشلين الأولى ذائعة الصيت في بريطانيا - وكُوفئ في عام 1974 في الدليل الأول. تم إعادة افتتاحه في مارس 2013 وقد صرح المدير سيمون روغان برغبته في إعادة تأسيسه إلى فخامته السابقة وقد تم تصنيفه في المرتبة الثانية عشر في قائمة أفضل المطاعم على الصعيد الوطني في السنة الأولى من افتتاحه وحصل على جائزة أفضل إدخال جديد من قبل دليل جود فود. وقد مُنح المطعم الفرنسي ثلاث روزتيس - الحد الأقصى المسموح به في السنة الأولى من الافتتاح.